# 海宁机场
海宁机场（丹麥語：Herning Lufthavn），是丹麦的一座民用机场，位于海宁东北方向4千米处。